# 고티타 데 아모르
《고티타 데 아모르》(스페인어: Gotita de amor)은 1998년 방영된 멕시코의 텔레노벨라이다.